# Bryon Allen
Bryon Allen (ur. 1 maja 1992 w Upper Marlboro) – amerykański koszykarz występujący na pozycji rozgrywającego lub rzucającego obrońcy, obecnie zawodniku Zadaru.
Allen w latach 2010–2014 był zawodnikiem zespołu George Mason Patriots, reprezentującego w rozgrywkach dywizji I NCAA uczelnię George Mason University. W jego barwach rozegrał 127 spotkań, w których zdobywał średnio po 8,3 punktów, 2,7 zbiórki i 3 asysty na mecz. Po zakończeniu gry w NCAA zgłosił się do udziału w drafcie NBA, jednak nie został w nim wybrany.
W sierpniu 2014 roku podpisał kontrakt ze Startem Lublin. W debiutanckim sezonie w rozgrywkach zawodowych został podstawowym graczem i najlepszym strzelcem tego klubu. W sumie pięciokrotnie zdobywał przynajmniej 30 punktów w meczu ligowym, tyle samo razy zdobył ich mniej niż 10.
12 grudnia 2017 opuścił niemiecki klub EWE Baskets Oldenburg.
14 sierpnia 2019 został zawodnikiem chorwackiego Zadaru.

## Osiągnięcia
Stan na 14 września 2019.
NCAA
- Uczestnik rozgrywek Round of 32 turnieju NCAA (2011)
- Mistrz sezonu regularnego konferencji Colonial Athletic Association (CAA – 2011)
- Zaliczony do I składu turnieju Colonial Athletic Association (CAA – 2013)

Drużynowe
- Mistrz Czech (2017)
- Zdobywca Pucharu Czech (2017)

Indywidualne
- Najlepszy zawodnik zagraniczny II ligi włoskiej (Serie 2 – 2016)